# Kasteel van Amboise
Het Kasteel van Amboise (Frans: Château d'Amboise) ligt in Amboise bij de rivier de Loire in het midden van Frankrijk tussen de steden Blois en Tours.

## Geschiedenis
Het kasteel torent hoog boven de stad uit en is gebouwd op een rots die al eeuwenlang wordt gezien als het ideale uitkijkpunt over de loop van de Loire. De geschiedenis van het kasteel begint in de elfde eeuw, toen graaf Fulco III van Anjou begon met de bouw van een stenen vesting. Deze vesting werd door de eeuwen heen verstevigd en uitgebreid tot het in 1434 in handen kwam van koning Karel VII van Frankrijk. Hij nam het over van de vorige eigenaar, Lodewijk van Amboise, die in 1431 werd gearresteerd vanwege samenzwering tegen de koning. Jarenlang was het kasteel eigendom van de koningen van Frankrijk, die het kasteel veelvuldig als residentie voor zichzelf of hun gezinsleden gebruikten. Zo liet Lodewijk XI zijn vrouw Charlotte van Savoye en kinderen op het kasteel wonen.

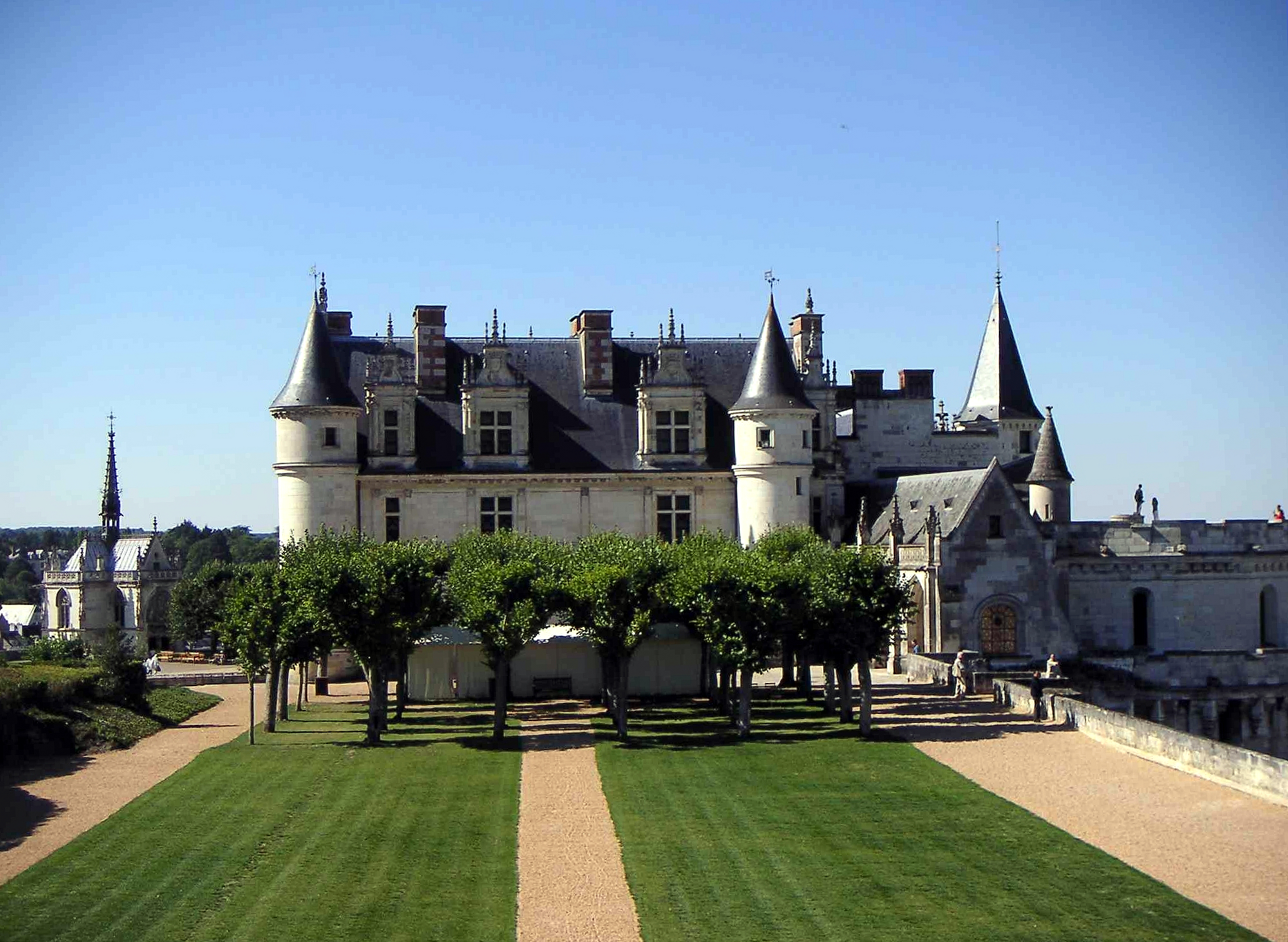
Oostfaçade van het kasteel

Hun zoon Karel VIII koos er echter voor zelf op het kasteel te wonen met zijn vrouw Anna. Van alle vorsten leefden zij het langst op Amboise. Hun emblemen, een zwaard van vuur en een hermelijnenstaart, zijn dan ook in veel kamers van het kasteel te vinden. Ook heeft Karel VIII het een en ander verbouwd aan het kasteel, o.a. de twee bekende ruitertorens (Tour des Minimes en Tour Heurtault). Deze torens met een diameter van 21 meter zijn bekend vanwege de tredenloze opgang voor ruiters naar het terras 40 meter daarboven. Karel had veel meer plannen voor het kasteel, maar zijn vroege dood op 7 april 1498 weerhield hem daarvan; hij stierf nadat hij zijn hoofd had gestoten tegen een draagbalk boven een kasteeldeur.
Het kasteel beleefde zijn grootste bloeiperiode onder Frans I, die Leonardo da Vinci in 1515 als gast naar Amboise liet komen. Da Vinci woonde tijdens zijn verblijf in het Clos Lucé, dat via een ondergrondse gang in verbinding staat met het kasteel. Hij overleed, volgens de legende, met zijn hoofd in de armen van Frans I. Zijn stoffelijk overschot ligt in de Chapelle Saint Hubert van het kasteel. Na de Samenzwering van Amboise in 1560 verliet het Franse hof het kasteel en keerde nooit meer terug.
Het was een tijdje in bezit van Gaston van Orléans, de broer van koning Lodewijk XIII. Na zijn dood kwam het weer in handen van de Kroon, het werd een staatsgevangenis en het kasteel werd cadeau gedaan aan o.a. minister Nicolas Fouquet. Tijdens de Franse Revolutie werd het grootste gedeelte van het kasteel verwoest, tegenwoordig is nog maar een klein deel van het oorspronkelijke kasteel te zien. Koning Lodewijk Filips begon tijdens zijn regering met de restauratie van het kasteel, maar zag zich gedwongen daarmee te stoppen bij zijn aftreden. Het werd een tijdje staatsbezit, maar werd in 1873 teruggegeven aan de erfgenamen van Lodewijk Filips. Zij deden hun uiterste best om het kasteel te herstellen, maar tijdens de Duitse invasie in 1940 liep het kasteel weer schade op. Tegenwoordig is het kasteel nog altijd eigendom van een afstammeling van Lodewijk Filips.

## Afbeeldingen

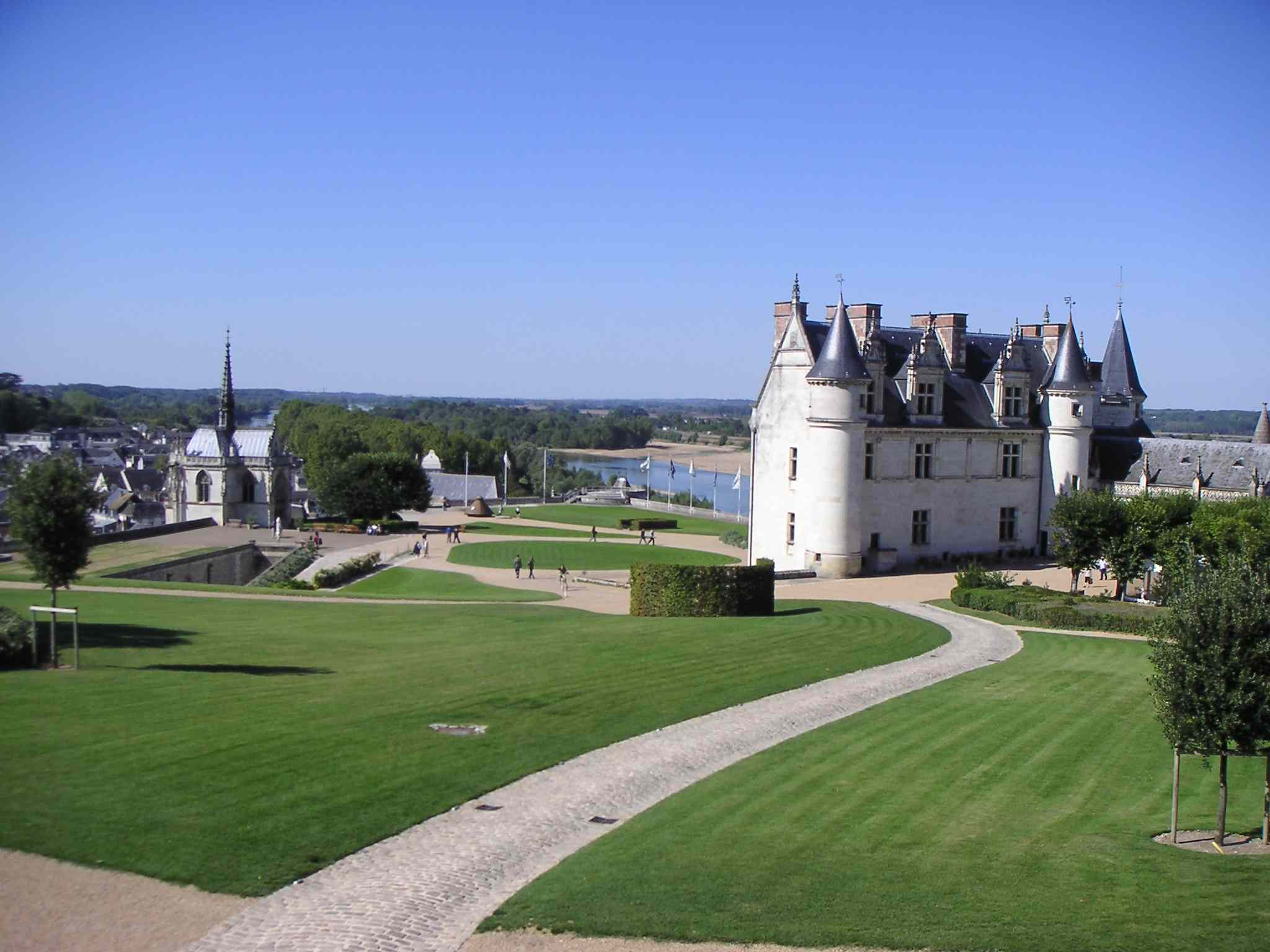
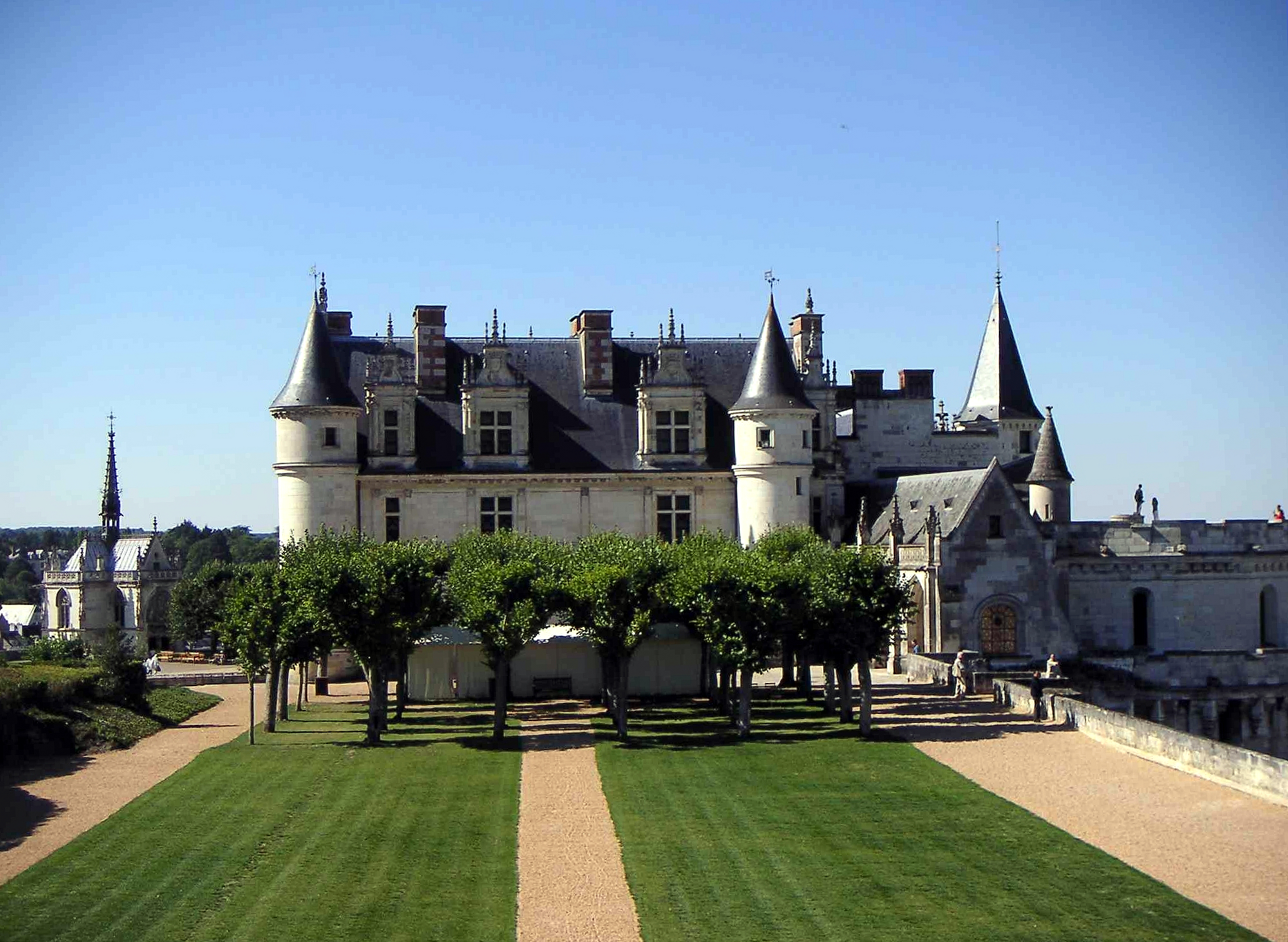
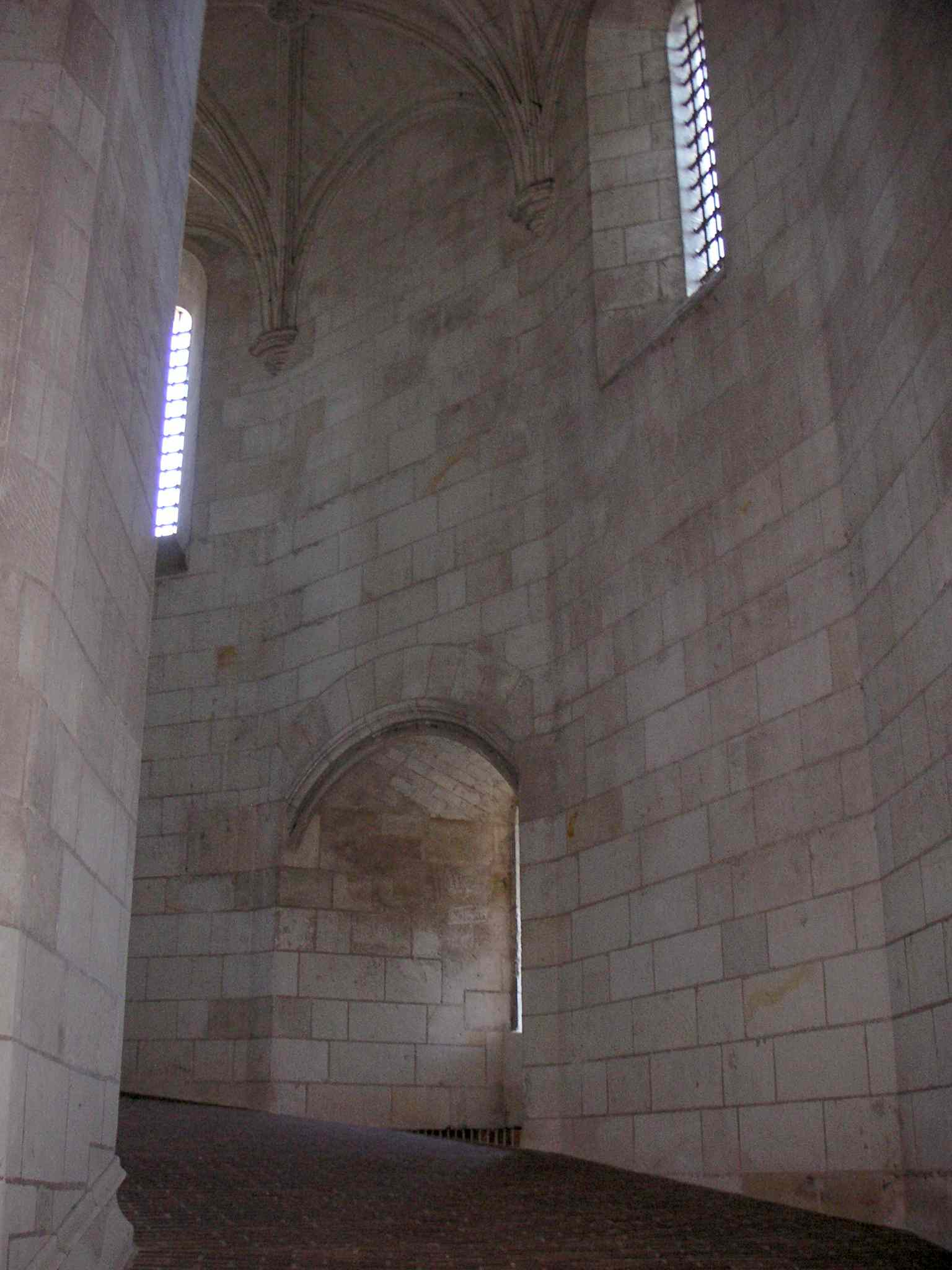
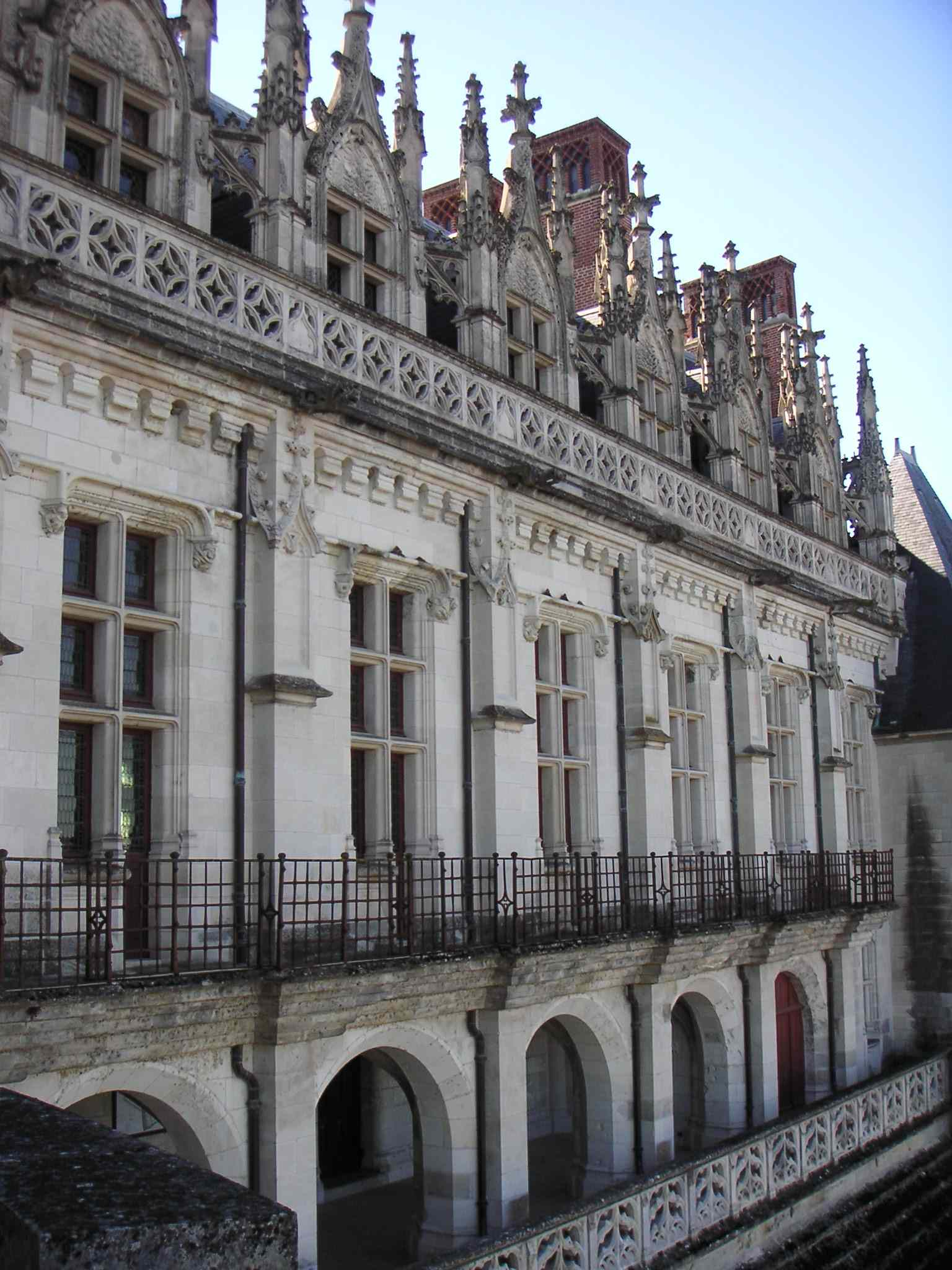
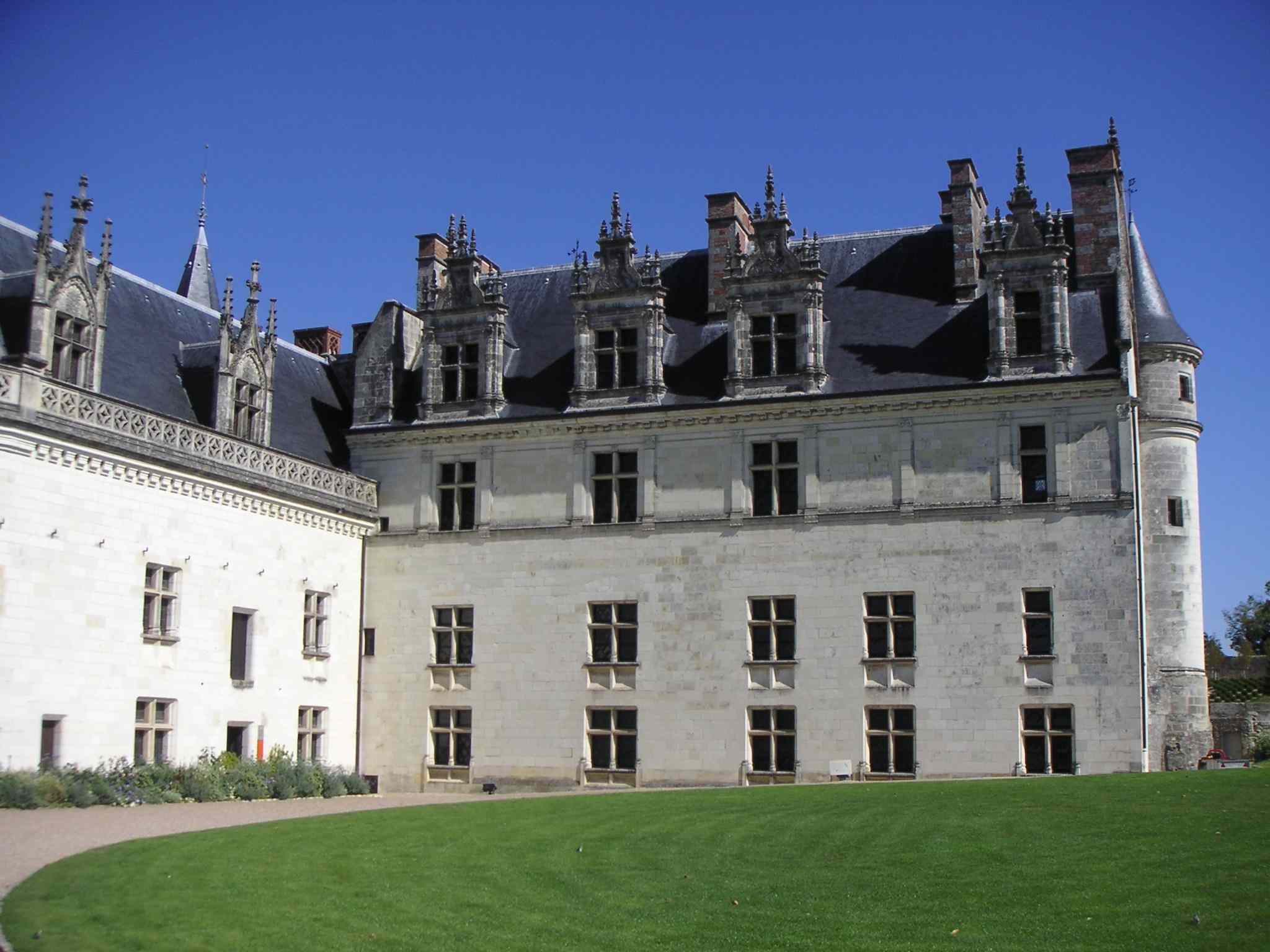
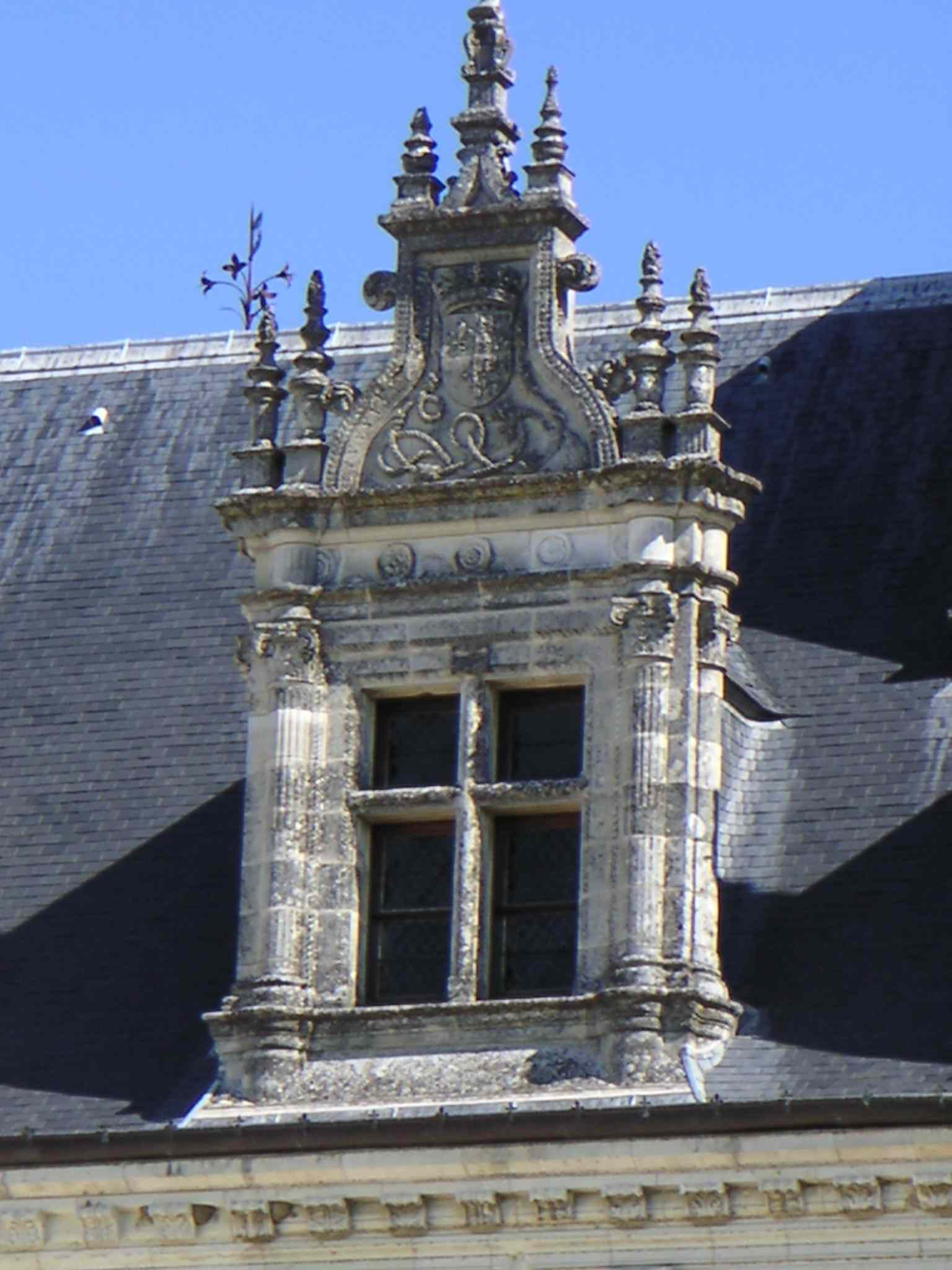
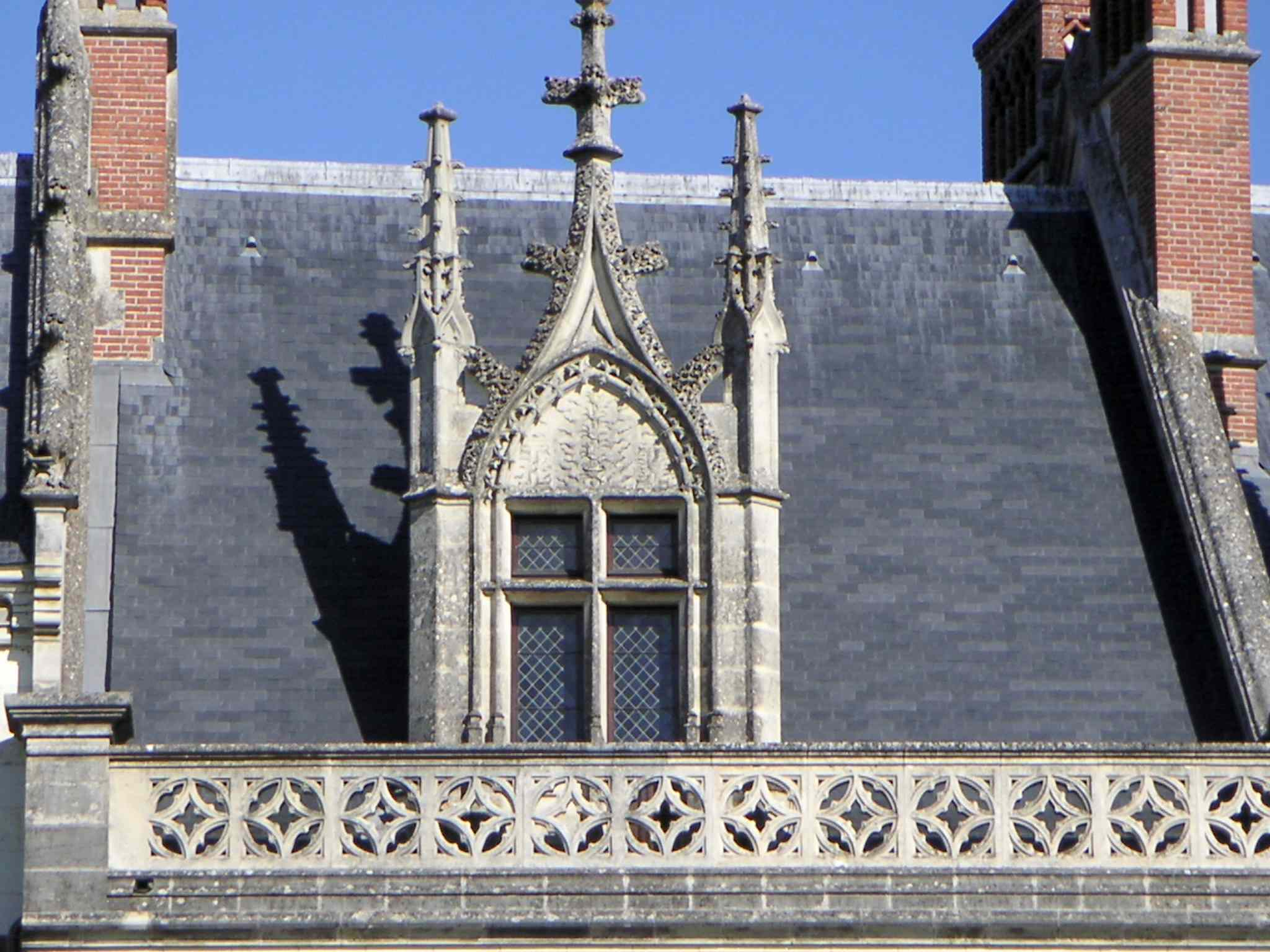
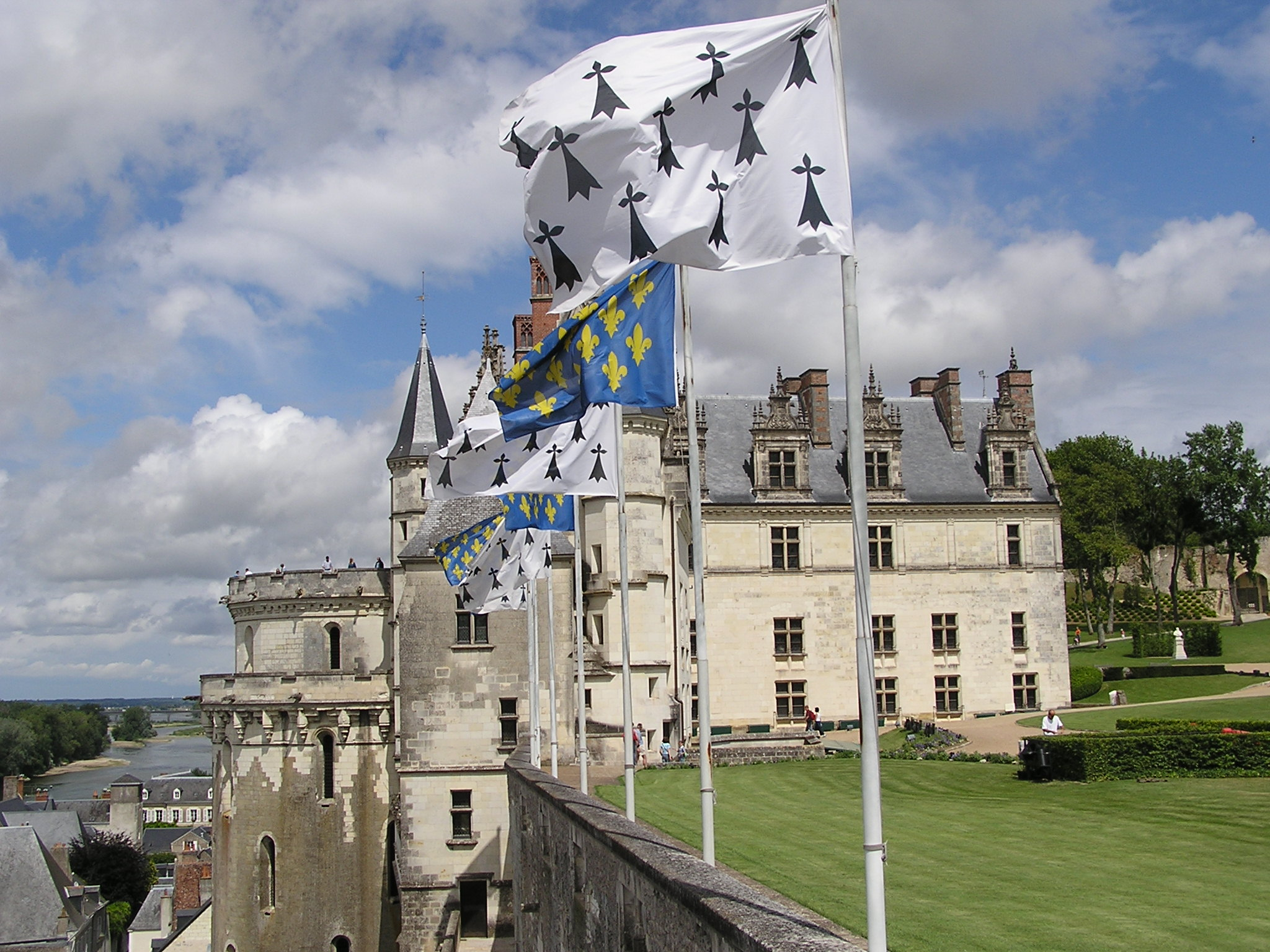
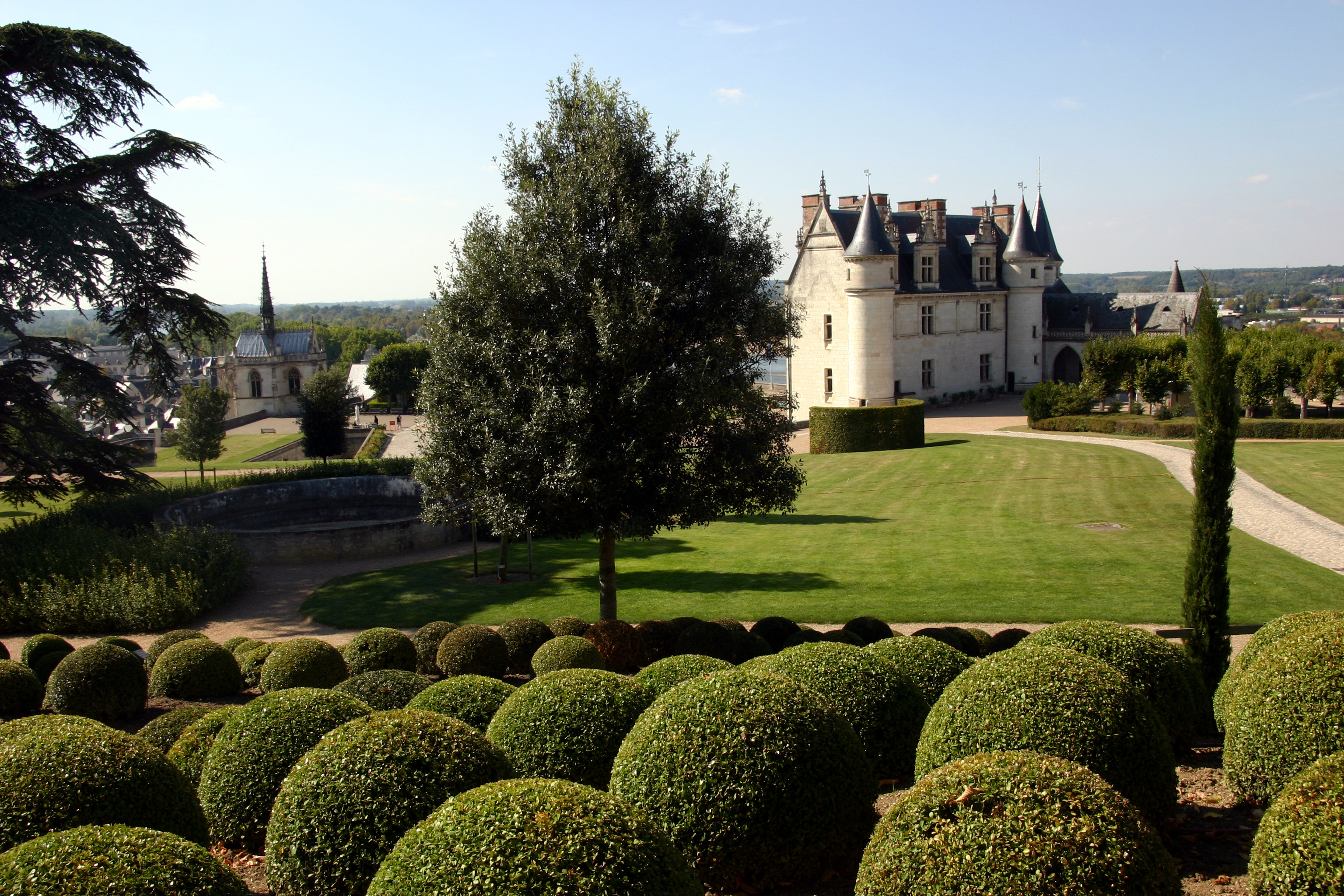

## Architectuur

### Het koninklijk verblijf
Het kasteel ligt op de top van de heuvel en kijkt uit op de rivier de Loire. Het koninklijk verblijf langs de oever van de Loire is het eerste voorbeeld van de Italiaanse architectuur. Het geeft de geleidelijke overgang weer tussen de gotische architectuur en de renaissance.

### De kapel Saint-Hubert

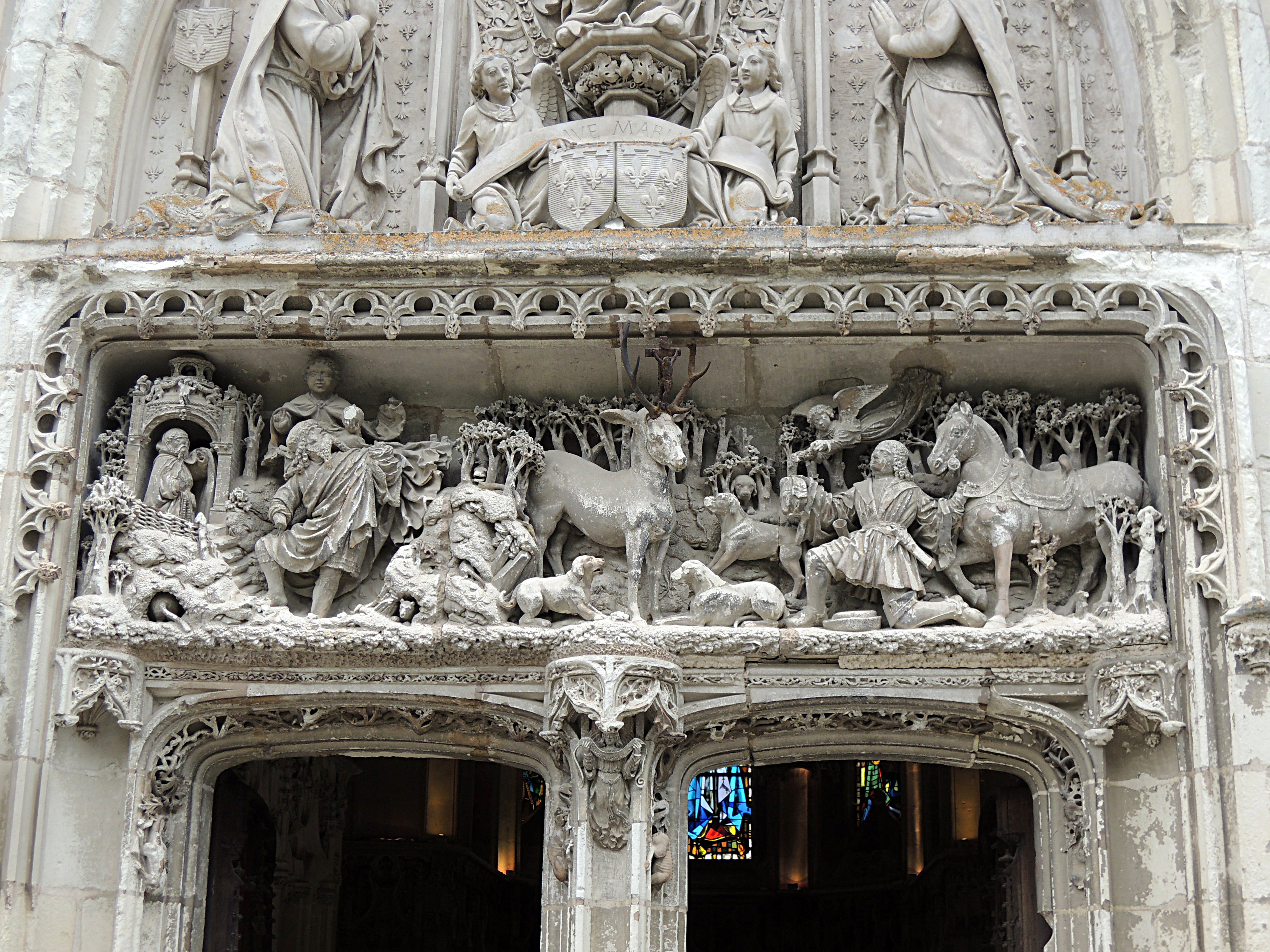
De kapel Saint-Hubert

De kapel werd tussen 1491 en 1496 gebouwd en gebeeldhouwd door Vlaamse kunstenaars. Ze is opgetrokken in een flamboyante gotische stijl, uit kalktuf afkomstig van Touraine. Karel VIII gaf de opdracht voor de bouw ervan, nog voordat hij de Italiaanse architectuur ontdekt had. De kapel deed eerst dienst als huiskapel van Anna van Bretagne, waarna het de laatste rustplaats werd van Leonardo da Vinci, die in 1519 in Amboise stierf.
Op de bovendrempel van de poort is de jacht van Saint-Hubert afgebeeld. De glas-in-loodramen die nog recent zijn stellen perioden uit het leven van Saint-Louis voor. Het timpaan dateert uit de 19e eeuw en toont Karel VIII en Anna van Bretagne.

### De Minimes-toren en de Heurtault-toren
De Minimes- en de Heurtault-toren, beide zeer groot, zorgden ervoor dat de koetsen en de spannen het terras konden bestijgen. Het bovenste gedeelte van die torens is immers bereikbaar via een hellend vlak. De torens, die in renaissancestijl gebouwd zijn, bevinden zich respectievelijk aan de noordelijke en westelijke kant van het kasteel.

## Interieur

### Gotische verblijven

#### De wachtzaal
De wachtzaal met gewelfde kruisbogen diende om de toegang tot de verdieping waar de koning verbleef, te bewaken. In de zaal staan gotische koffers, banken en dressoirs in massief eik in de stijl van de vijftiende en de zestiende eeuw.

#### De wandelgangen van de wachters
Deze open galerij bood de mogelijkheid om de Loire en de omgeving van Amboise te bewaken. Er zijn reproducties van tekeningen van Jacques Androuet du Cerceau tentoongesteld, die het belang van het kasteel in de zestiende eeuw aantonen.

#### De zaal van de nobele wachters

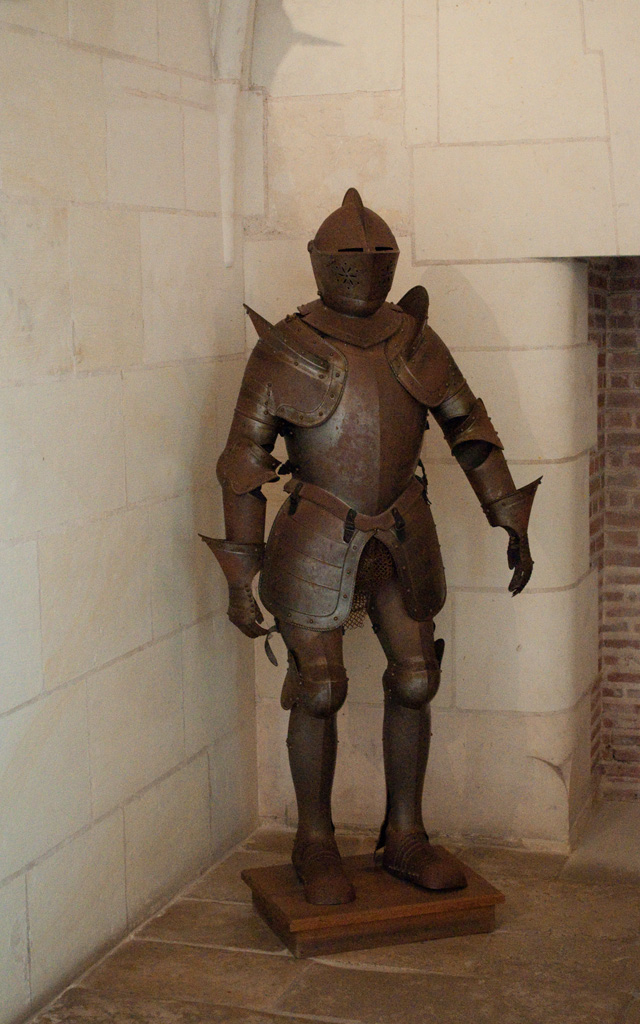
Harnas

De koninklijke garde bestond vooral uit aristocraten. In de zaal van de nobele wachters werd de toegang tot de trap gecontroleerd die naar de bovenste verdieping leidde. De kamer is gebouwd rond een centrale zuil of ‘de gotische palmboom’ die alles ondersteunt. Er staan harnassen uit de 19e eeuw die kopieën zijn van exemplaren uit de 16e eeuw, onder andere een eenvoudige wapenuitrusting en een lichter paradeharnas, alsook een schatkist die dateert uit de 17e eeuw.

#### De zaal der trommelslagers
Deze zaal komt overeen met de locatie van de kleedvertrekken van de koning. De naam wijst erop dat er onder het bewind van de Valois-dynastie veel feesten en bals gehouden werden in het kasteel. De vloer is gemaakt van tegels uit gebakken aardewerk die versierd zijn met lelies geïnspireerd op de 15e-eeuwse stijl. Er staan verschillende meubelstukken waaronder een tafel in renaissancestijl, een preekstoel of gotische bisschopsstoel verfraaid met wapens van kardinaal Georges d'Amboise en een koffer die uit de tijd van Karel VIII stamt. Aan de muren hangt een Vlaams wandtapijt uit de 16e eeuw dat het eerbetoon van de familie van Darius III aan Alexander de Grote voorstelt.

#### De Raadzaal

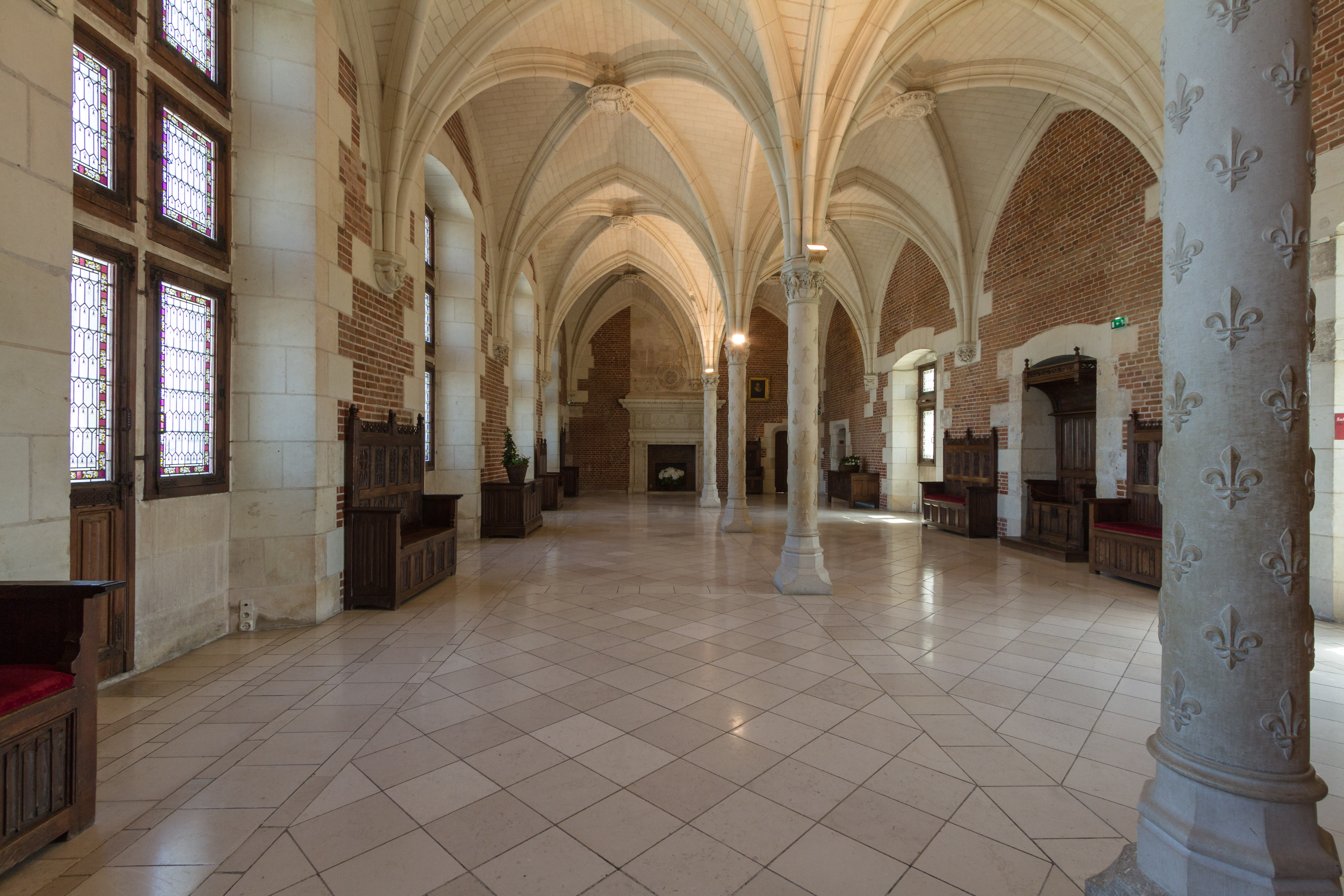
De raadzaal

In deze grote zaal (de grootste van het kasteel) riep de koning zijn raad samen. Dit was het echte machtscentrum. Er staan twee haarden in de zaal: de eerste bevat een rookkap in de vorm van een trapezium en is duidelijk gemaakt in de gotische stijl, terwijl de tweede aan de andere kant van de zaal in renaissancestijl uitgewerkt is. De emblemen op het wapenschild van Anne van Bretagne (lelies en zwarte hermelijnstaartjes) zijn afgebeeld op vele voorwerpen in de zaal: op de rookkap van de eerste schouw, op de centrale pilaren en op glasramen die uitkijken op de Loire. Het embleem van Karel VIII (een indrukwekkend zwaard) siert de hele rookkap van de eerste haard. Op het plafond zijn de initialen afgebeeld van Karel VIII (de letter C met krullerige vormen) en van Anne van Bretagne (de letter A).
Aan de zijkanten staan grote “chayères”, een soort banken om zaken in op te bergen, die tegen de muren aanleunen en versierd zijn met gedrapeerde doeken in gotische stijl. Aan de muren hangen portretten van Bourbon-koningen: Hendrik IV (door Frans Pourbus (I)) en Lodewijk XIII (door Philippe de Champaigne).

### Appartementen in Renaissancestijl

#### De schenkingszaal
In deze zaal zijn de vele veranderingen te zien die werden aangebracht in renaissancestijl. Dat is vooral te merken aan de versiering van de tafel. Het meubilair van de zaal is in gotische stijl: een dressoir (ook wel buffet of credenstafel genoemd), een koffer, twee stoelen; en in renaissancestijl: een stoel, tafels “op zijn Italiaans” met verlengstuk voor de voeten, een grote antiek vergulde koffer in uitgebeitelde notelaar. De muren zijn versierd met 17e-eeuwse muurtapijten van Aubusson naar ontwerpen van Charles Le Brun. De opening van het raam die versierd is met pelgrimsstokken en portemonnees vol met muntstukken en een reiszak, herinneren eraan dat Amboise een stopplaats was voor pelgrims die naar Saint-Martin in Tours gingen vooraleer ze hun weg verderzetten naar Santiago de Compostella.

#### De kamer van Hendrik II

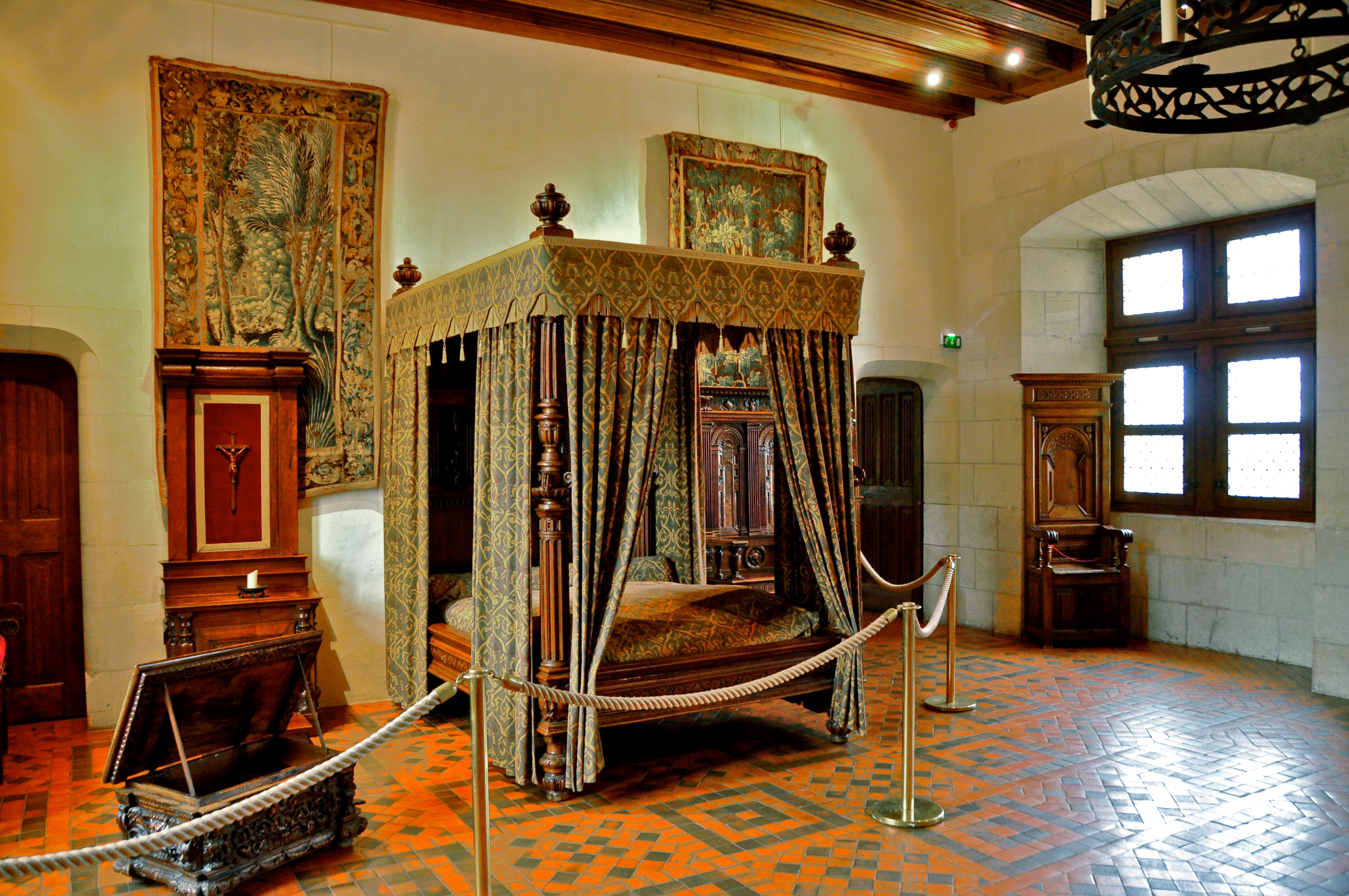
De kamer van Hendrik II

In de kamer van Hendrik II staat een bed bewerkt in de typische stijl van Hendrik II die van grote maten hield (2,18 op 1,82). Er zijn ook een juwelenkistje voorzien van een dubbele bodem evenals de portières en wandtapijten van Brussel en Doornik, daterend van eind 16e en 17e eeuw.

#### De voorkamer met de gordelkoord
Het gaat hier om de voorkamer van de renaissanceappartementen (de ingang bestaat niet meer). De façade van de haard is verguld met verstrengelde koorden (het symbool van de Orde van de Franciscanen), net zoals van de halsketting van de Orde van Sint-Michiel die om het wapenschild van Anna van Bretagne hangt. Het houten paneel op de haard daarentegen is versierd met een salamander, het embleem van Frans I.

### De appartementen van Louis-Philippe

#### Het kabinet van Louis-Philippe

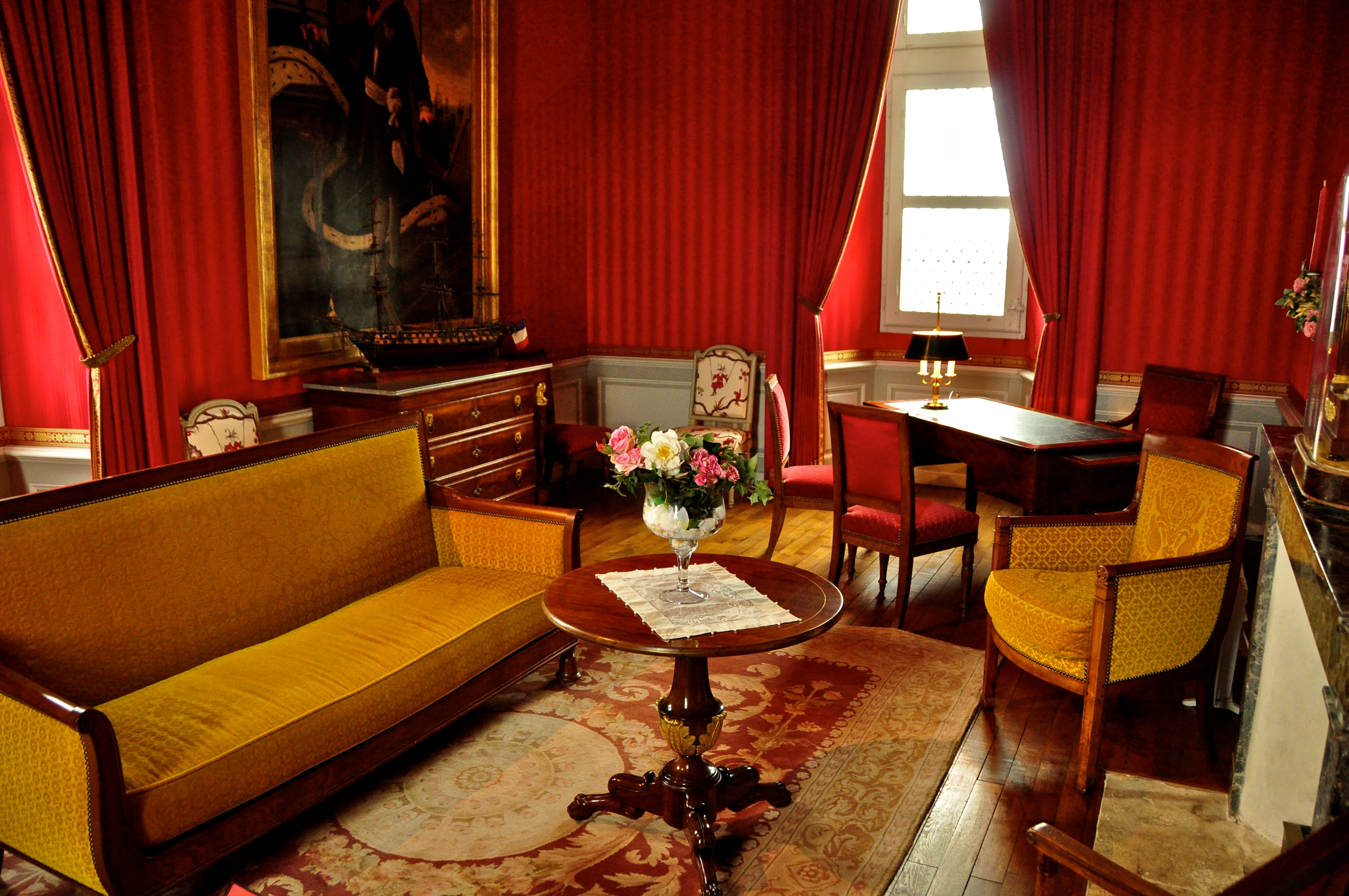
De werkkamer van Louis-Philippe

Hier is de werkkamer van Louis-Philippe in zijn vroegere staat teruggebracht. Men kan er zowel een portret bewonderen van de Hertogin van Orléans, moeder van Louis-Philippe, als een maquette van het Franse schip de “Belle Poule” dat op een kastje staat. De prins van Joinville, zoon van Louis-Philippe, had de leiding over dit schip tijdens de terugkeer naar Frankrijk met het as van Napoleon I.

#### De slaapkamer van Louis-Philippe

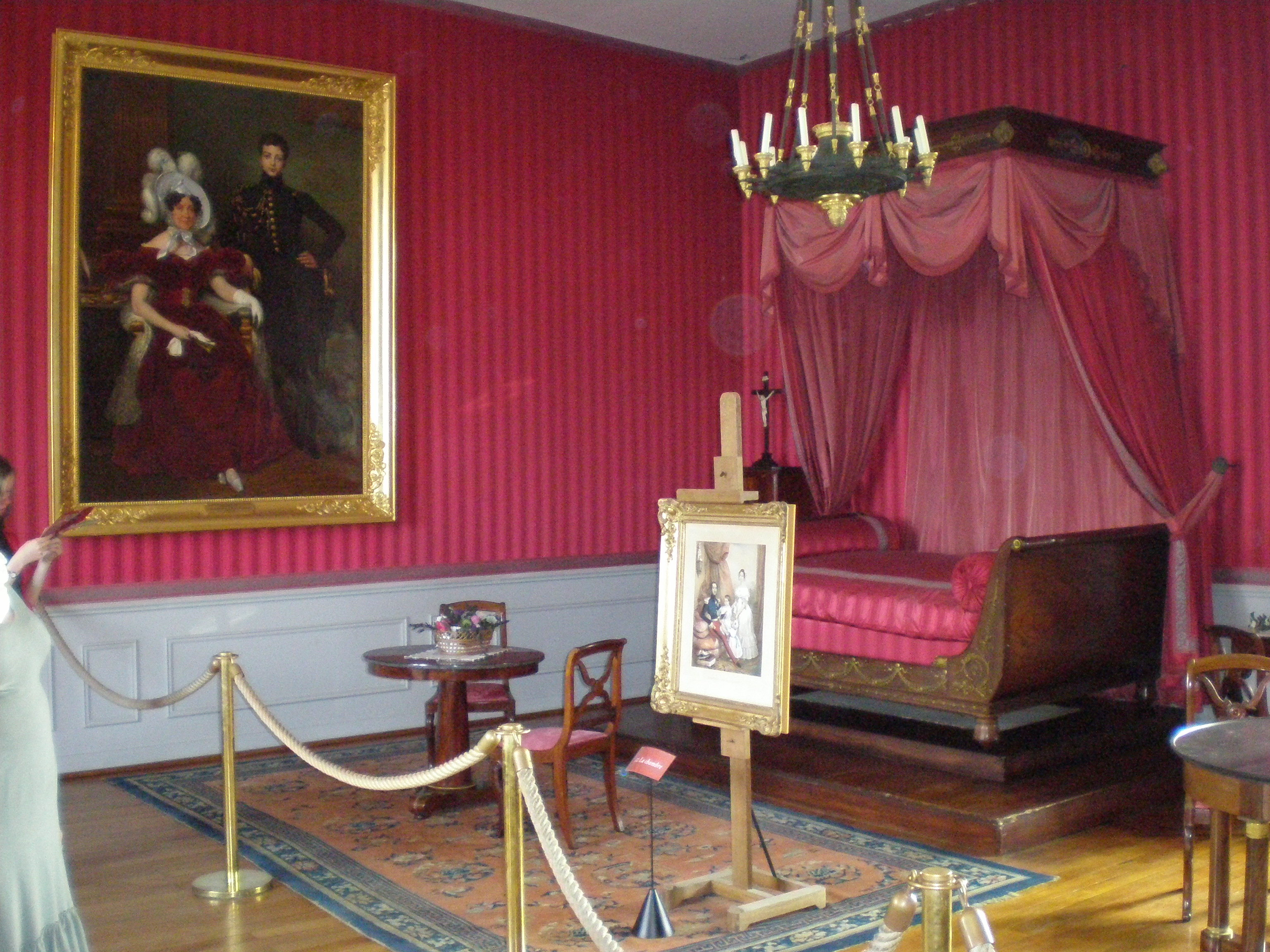
De slaapkamer

Deze kamer is bemeubeld in de stijl van het Eerste Franse Keizerrijk: een bootvormig bed, een bureau, een pronktafeltje met vier spijlen en een kastje uit mahoniehout. Een kastje met zeven laden uit mahoniehout en een stoel met dwarslatten uit ajour bewerkte stof zijn dan weer typisch voor de stijl van Louis-Philippe. Aan de muur hangt een portret van Madame Adélaïde geschilderd door Joseph-Désiré Court en een portret van de Hertog en Hertogin van Orléans door Franz Xaver Winterhalter.

#### De muziekzaal

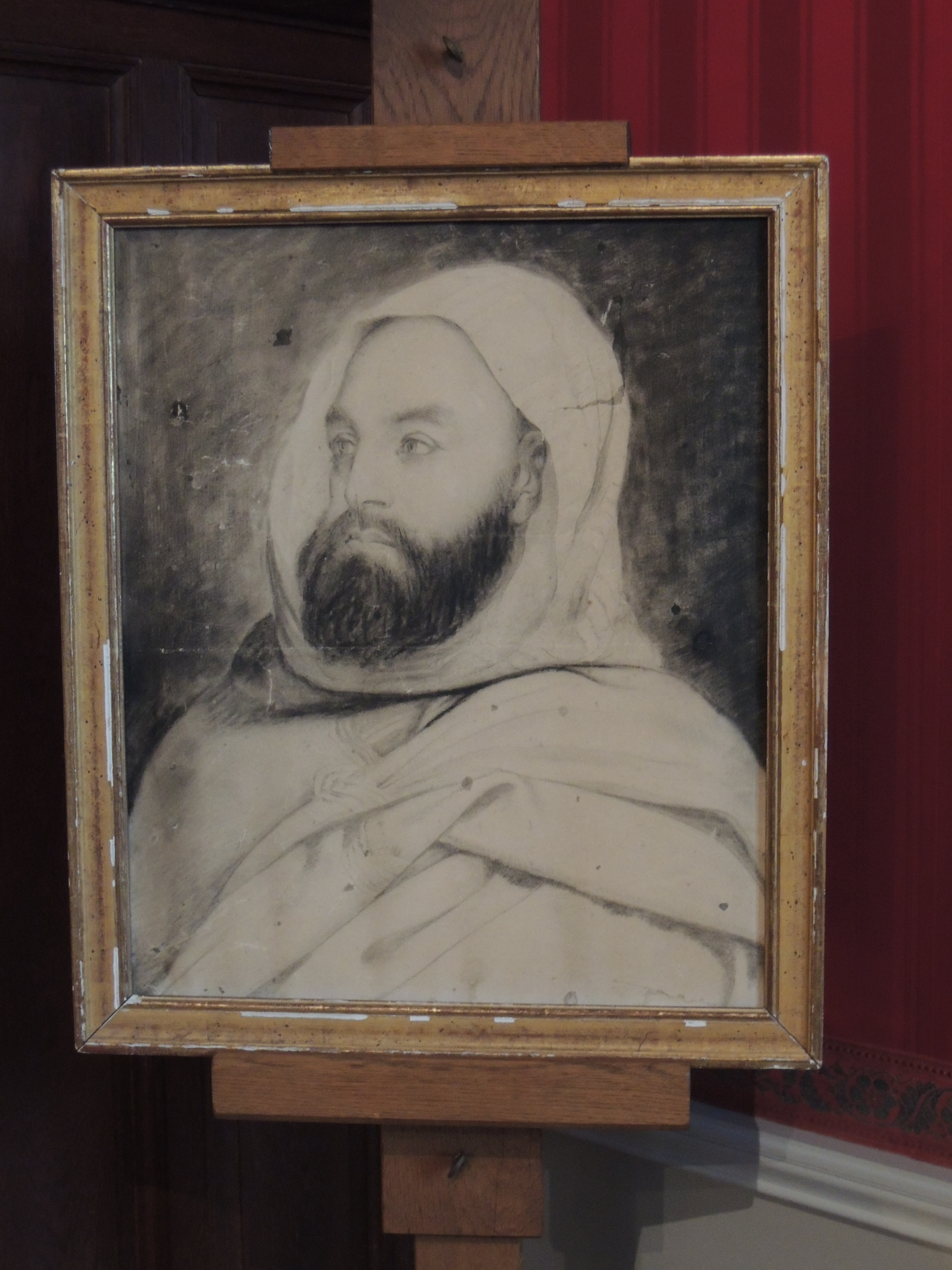
Portret van Abd al-Kader

Het meubilair van deze ruime kamer bestaat uit een piano uit palissanderhout van Rio met een Erard kussenstoeltje uit de 19e eeuw, een bureau en een consoletafel in de stijl van de Restauratie en een stoel met een rugleuning uit mahoniehout waarin ‘Jacob’ staat gegraveerd. Aan de muren hangen verschillende portretten: een van Louis-Philippe I afgebeeld met de Grondwet van 1830 en het teken van de monarchie, een van koningin Marie Amélie met twee van haar zonen, Henri, de hertog van Aumale en Antoine de hertog van Montpensier, een van Lodewijk Filips II van Orléans of “Philippe-Égalité” en een van Abd al-Kader met zijn schildersezel, die daar gevangen gezeten heeft.